# RahXephon
RahXephon (ラーゼフォン Rāzefon?) es una serie anime de ciencia ficción sobre el joven Ayato Kamina, su habilidad para controlar un robot poderoso conocido como el RahXephon, y su viaje interior para encontrar un lugar en el mundo que le rodea. La historia comienza a principios del siglo XXI en Japón; un Tokio aparentemente pacífico es atacado de repente por invasores mientras una mujer misteriosa acecha a Ayato.
La serie de 26 episodios fue dirigida por Yutaka Izubuchi, producida por BONES y emitida entre el 21 de enero y el 10 de septiembre de 2002. Se realizó una película a modo de sumario, basada en la serie. Novelas, juegos de ordenador, un episodio OVA extra, y varios libros ilustrados también han sido creados. También hay una pequeña adaptación manga.
La música, el misterio y las intrigas personales son los elementos centrales de la trama de RahXephon. La serie muestra influencias claras de la filosofía, el folclore japonés y la literatura occidental, en particular de los escritos de James Churchward. La civilización mesoamericana y otras precolombinas tienen un lugar prominente en el fondo cultural de la serie.
Izubuchi dijo que RahXephon era su intento de establecer un nuevo estándar para el anime de mechas, así como traer de nuevo aspectos de las series de mechas de los años 70 como Brave Raideen. 

## Personajes y trama

### Ambientación
La premisa de RahXephon es la lucha entre los Humanos normales y los invasores pandimensionales conocidos como los Mulianos, abreviado Mu. Los Mu tienen apariencia humana, con la única diferencia física notable de tener la sangre azul. 
Aunque RahXephon se clasifica en la categoría de mecha, sus robots ("mechas") no son totalmente mecánicos. Los utilizados por los Mu son denominados Dolems y están hechos de arcilla, como los golems, y son animados por una fuerza musical parecida a la magia. Más lejos, cada Dolem está ligado a un piloto-"músico" Muliano; así, cuando un Dolem es destruido, el Muliano que lo pilota muere también.

### Personajes
Esta sección representa la historia tal y como se cuenta en la serie de televisión. El manga y el anime difieren en diversos aspectos, incluidas las apariciones y existencia de personajes.
Al comienzo de RahXephon,  Ayato Kamina es un modesto chico de 17 años que vive en Tokio. No es exactamente un estudiante modelo, se le muestra como una persona que le encanta pintar y estar con sus compañeros de clase  Hiroko Asahina y  Mamoru Torigai.  Maya, la madre de Ayato, pasa gran parte de su tiempo en el trabajo, haciendo la relación con su hijo bastante distante, aunque le sigue queriendo.
Durante un ataque en Tokio, Ayato oye la canción de otra compañera,  Reika Mishima. Ella le conduce a un huevo gigante que contiene el RahXephon.  Haruka Shitow, un agente de la agencia de investigación de defensa TERRA, lleva a Ayato y al RahXephon a la base de TERRA.
Ayato se instala en casa del profesor Rikudoh (el tío de Haruka), y pilota el RahXephon para TERRA.  Quon Kisaragi, una chica que vive con el jefe de investigación de TERRA, , parece compartir algunas de las habilidades de Ayato; es músico. 
Ernst von Bähbem, de la Fundación Bähbem, patrocina el trabajo de TERRA a través de la Federation, la sucesora de las Naciones Unidas.
Habiendo presentado la mayoría de personajes hacia el final del episodio 7, RahXephon continúa desarrollando personajes y revelando sus misterios y relaciones, haciendo un gran uso de foreshadowing. 

### Trama central
La relación inusual entre  Ayato Kamina y  Haruka Shitow es una de las tramas más importantes de la serie. Aunque Haruka parece ser una extraña respecto de Ayato, la serie revela que Haruka y Ayato se conocían antes del inicio de la historia.
Ayato, un chico concebido con la ayuda de la Fundación Bähbem, vivía en Tokio con su madre adoptiva, Maya Kamina. Su hermano gemelo, Itsuki Kisaragi, se criaba en la Mansión Bähbem al mismo tiempo. Ayato conoció a Haruka en un viaje fuera de Tokio, y continuaron viéndose cuando volvieron al instituto en Tokio. El apellido de Haruka era Mishima. 
En la historia se revela que en diciembre de 2012, dos ciudades flotantes aparecieron sobre Tokio y Sendai. El consiguiente conflicto con los humanos terminó en guerra nuclear y los Mu rodearon la totalidad de la ciudad de Tokio y algunos de sus suburbios cercanos en una esfera trans-dimensional que recuerda a Júpiter. La esfera es así conocida como "Tokio Júpiter" (東京ジュピター Tōkyō Jupita?). Esta "barrera absoluta" es considerada generalmente como impenetrable, sin embargo se descubre que cierta tecnología avanzada hace posible atravesarla e incluso destruirla. Los Mu controlan Tokio; sus ciudadanos están completamente aislados del mundo exterior y se les hace creer que el resto de la Tierra ha sido destruida por "invasores". La barrera tiene un efecto de dilatación temporal, por lo que el tiempo transcurre en Tokio Júpiter a un sexto de la velocidad a la que transcurre en el mundo exterior. 
Durante el incidente de Tokio Júpiter, Haruka Mishima y su madre embarazada estaban fuera de Tokio en un viaje de vacaciones, mientras Ayato permanecía dentro. Algunos años después del incidente, la madre de Haruka volvió a casarse, tomando el apellido Shitow. Mientras tanto, Haruka mantuvo una relación con Itsuki Kisaragi, influenciada por su similitud física a Ayato, y comenzó a llevar el pelo corto.
Maya modificó la memoria de Ayato para hacerle olvidar a Haruka. La serie deja claro que toda la población de Tokio Júpiter está sujeta al mismo tipo de control mental. Aunque Ayato olvida casi completamente a Haruka, visiones suyas continúan atormentándole, así como manifestándose en su arte. Ixtli, el alma del RahXephon, también adopta la apariencia de Haruka y su apellido (Mishima) pero toma un nombre distinto, Reika.
Para cuando ocurren los sucesos del primer episodio, cuando Haruka se infiltra en Tokio Júpiter y se encuentra de nuevo con Ayato, la dilatación temporal le ha hecho tanto a ella como a Itsuki considerablemente más mayores que los que permanecieron dentro. A pesar de su desconfianza inicial, Ayato redescubre gradualmente su amor por Haruka.
Al final de la serie, Ayato se une al RahXephon y pierde su control. Haruka vuela para estar con Ayato, y los rayos de energía del RahXephon, apuntando hacia Quon, destruye el caza de Haruka en su lugar. Después de que el RahXephon de Ayato se una al de Quon, él "re-sintoniza el mundo" (p.e. modifica el pasado) de tal manera que Haruka y él no tuvieran que haber sido separados. En los últimos cuadros de la serie, el Ayato adulto (que puede ser ahora confundido fácilmente con el Dr. Kisaragi) se ve con su esposa Haruka y su hija Quon.

## Producción y media

### Serie de TV.
Yutaka Izubuchi fue un supervisor y diseñador de anime con gran éxito, que se centraba en los diseños de trajes, personajes y elementos mecánicos, notablemente en las series de Gundam y Patlabor. Su colega y amigo de Sunrise, Minami Masahiko, productor y presidente de BONES, le sugirió a Izubuchi se hiciese cargo de la dirección de algún proyecto. Izubuchi finalmente aceptó la oferta y RahXephon se convirtió en su primer trabajo de dirección. Izubuchi volvió a las series clásicas de mechas de los años 70 y 80, y quiso hacer una serie de ese estilo actualizado con avances en la producción del anime así como insertando sus propias ideas personales. Quiso "establecer un nuevo estándar en el campo" del anime de mechas o más bien su "propio estándar" y capacidades como director.
Tras planear la historia y diseñar los personajes y localizaciones, un pequeño grupo de empleados se expandió a una plantilla completa de producción que completó la serie — algunos de ellos trabajando en la misma planta.
La música original, exceptuando el tema de entrada, está compuesta por Ichiko Hashimoto; fue inicialmente llamada a componer parte de la música y Ichiko contestó que quería componerla toda. También se le ofreció y aceptó el papel de  Maya e interpreta el tema de cierre junto a su hermana Mayumi. El tema de entrada "Hemisphere" lo canta Maaya Sakamoto, quien interpreta también a  Reika.

### Película
Tomoki Kyoda, quien dirigió tres episodios de la serie de televisión, dirigió una versión de película para televisión de RahXephon, llamada Pluralitas Concentio(en japonés Tagen Hensoukyoku). Izubuchi fue el Jefe de Dirección en esta película, pero no se implicó demasiado en su producción.
La película tiene algunas escenas nuevas, y muchas de ellas se encuentran al principio y al final. El inicio de la película contiene un prólogo que muestra eventos que no se mostraron anteriormente. Fueron añadidos más hacia el final de la película más cambios significativos. La película termina en un epílogo, situado décadas después del final de la serie de TV. El resto de la película consiste principalmente de escenas abreviadas de la serie, algunas con personajes cambiados o con diferentes motivaciones y diálogo. La película establece de manera más firme la conexión entre Kamina y Mishima previo al incidente de Tokio-Jupiter, y mientras la trama principal es la misma que la de la serie, la de la película se centra principalmente en su relación, reduciendo u omitiendo otras tramas.

### OVA
La edición especial de Plusculus, videojuego de RahXephon contiene un episodio OVA a modo de bonificación llamado RahXephon Interlude: "Thatness and Thereness" (ラーゼフォン間奏曲「彼女と彼女自身と」?)/"Her and Herself". Este episodio muestra el diálogo de Quon Kisaragi con su otra yo como series de secuencias de sueños. Hacia el final del episodio, Quon recuerda algo crucial de su pasado y decide algo para el futuro.

### Manga
El manga fue escrito y dibujado por Takeaki Momose, vagamente basado en la trama proporcionada por Izubuchi y BONES. Momose era uno de los candidatos para diseñador de personajes de la serie, pero Izubuchi quería que Akihiro Yamada realizara los diseños originales, y Hiroki Kanno tomó el trabajo de adaptarlos para la animación. Con el manga Momose tuvo la oportunidad de rediseñar los personajes con su propio estilo y realizar cambios en la caracterización y la historia.
La adaptación manga de RahXephon presenta el mismo escenario general que el del anime pero se caracteriza por ciertas diferencias, tanto significantes como menores. En la serie de anime, Reika es una figura distante y misteriosa, mientras que en el manga, Reika es retratada como una figura más cómica que creció como hermana adoptiva de Ayato. Incluso así, la Reika del manga tiene un origen oscuro. La serie de anime muestra a Megumi compitiendo con Haruka por el afecto de Ayato, mientras que este papel lo realiza Reika en el manga. La relación de dilatación temporal también varía entre al anime y el manga, ya que el año fuera de Tokio es 2033 en lugar de 2027.
- Datos: Q95072